# Ichneumon masoni
Ichneumon masoni là một loài tò vò trong họ Ichneumonidae.